# Al-Kahira 30
Al-Kahira 30 é um filme de drama egípcio de 1966 dirigido e escrito por Salah Abu Seif. Foi selecionado como representante do Egito à edição do Oscar 1968, organizada pela Academia de Artes e Ciências Cinematográficas.

## Elenco
- Soad Hosny - Ihsan
- Ahmed Mazhar
- Hamdy Ahmed - Mahgoub Abdel Dayem
- Abdelmonem Ibrahim - Ahmed Bedier
- Tawfik El Deken - Shahata Tourky
- Abdelaziz Mikewy - Ali Taha